# Reprezentacja Włoch U-19 w piłce nożnej kobiet
Reprezentacja Włoch U-19 w piłce nożnej kobiet – zespół piłkarek nożnych do lat 19, reprezentujący Włochy w meczach i sportowych imprezach międzynarodowych, powoływany przez selekcjonera, w którym mogą występować wyłącznie zawodniczki posiadające obywatelstwo włoskie. Za jej funkcjonowanie odpowiedzialny jest Włoski Związek Piłki Nożnej (FIGC).
Największymi sukcesami reprezentacji jest zdobycie złotych medali na mistrzostwach Europy (2008).

## Udział w turniejach międzynarodowych

### Mistrzostwa Europy
Włoskiej drużynie 9 razy udało się zakwalifikować do finałów ME. Tylko raz zdobywała tytuł mistrza. 
| Rok            | Runda                   | M                       | W                       | R                       | P                       | GZ                      | GS                      | RG                      |
| -------------- | ----------------------- | ----------------------- | ----------------------- | ----------------------- | ----------------------- | ----------------------- | ----------------------- | ----------------------- |
| (Dwumecz) 1998 | faza grupowa            |                         |                         |                         |                         |                         |                         |                         |
| 1999           | 3.miejsce               |                         |                         |                         |                         |                         |                         |                         |
| 2000           | Nie zakwalifikowała się | Nie zakwalifikowała się | Nie zakwalifikowała się | Nie zakwalifikowała się | Nie zakwalifikowała się | Nie zakwalifikowała się | Nie zakwalifikowała się | Nie zakwalifikowała się |
| 2001           | Nie zakwalifikowała się | Nie zakwalifikowała się | Nie zakwalifikowała się | Nie zakwalifikowała się | Nie zakwalifikowała się | Nie zakwalifikowała się | Nie zakwalifikowała się | Nie zakwalifikowała się |
| 2002           | Nie zakwalifikowała się | Nie zakwalifikowała się | Nie zakwalifikowała się | Nie zakwalifikowała się | Nie zakwalifikowała się | Nie zakwalifikowała się | Nie zakwalifikowała się | Nie zakwalifikowała się |
| 2003           | 1/8 finału              |                         |                         |                         |                         |                         |                         |                         |
| 2004           | półfinał                |                         |                         |                         |                         |                         |                         |                         |
| 2005           | Nie zakwalifikowała się | Nie zakwalifikowała się | Nie zakwalifikowała się | Nie zakwalifikowała się | Nie zakwalifikowała się | Nie zakwalifikowała się | Nie zakwalifikowała się | Nie zakwalifikowała się |
| 2006           | Nie zakwalifikowała się | Nie zakwalifikowała się | Nie zakwalifikowała się | Nie zakwalifikowała się | Nie zakwalifikowała się | Nie zakwalifikowała się | Nie zakwalifikowała się | Nie zakwalifikowała się |
| 2007           | Nie zakwalifikowała się | Nie zakwalifikowała się | Nie zakwalifikowała się | Nie zakwalifikowała się | Nie zakwalifikowała się | Nie zakwalifikowała się | Nie zakwalifikowała się | Nie zakwalifikowała się |
| 2008           | mistrz                  |                         |                         |                         |                         |                         |                         |                         |
| 2009           | Nie zakwalifikowała się | Nie zakwalifikowała się | Nie zakwalifikowała się | Nie zakwalifikowała się | Nie zakwalifikowała się | Nie zakwalifikowała się | Nie zakwalifikowała się | Nie zakwalifikowała się |
| 2010           | faza grupowa            |                         |                         |                         |                         |                         |                         |                         |
| 2011           | półfinał                |                         |                         |                         |                         |                         |                         |                         |
| 2012           | Nie zakwalifikowała się | Nie zakwalifikowała się | Nie zakwalifikowała się | Nie zakwalifikowała się | Nie zakwalifikowała się | Nie zakwalifikowała się | Nie zakwalifikowała się | Nie zakwalifikowała się |
| 2013           | Nie zakwalifikowała się | Nie zakwalifikowała się | Nie zakwalifikowała się | Nie zakwalifikowała się | Nie zakwalifikowała się | Nie zakwalifikowała się | Nie zakwalifikowała się | Nie zakwalifikowała się |
| 2014           | Nie zakwalifikowała się | Nie zakwalifikowała się | Nie zakwalifikowała się | Nie zakwalifikowała się | Nie zakwalifikowała się | Nie zakwalifikowała się | Nie zakwalifikowała się | Nie zakwalifikowała się |
| 2015           | Nie zakwalifikowała się | Nie zakwalifikowała się | Nie zakwalifikowała się | Nie zakwalifikowała się | Nie zakwalifikowała się | Nie zakwalifikowała się | Nie zakwalifikowała się | Nie zakwalifikowała się |
| 2016           | Nie zakwalifikowała się | Nie zakwalifikowała się | Nie zakwalifikowała się | Nie zakwalifikowała się | Nie zakwalifikowała się | Nie zakwalifikowała się | Nie zakwalifikowała się | Nie zakwalifikowała się |
| 2017           | faza grupowa            |                         |                         |                         |                         |                         |                         |                         |
| 2018           | faza grupowa            |                         |                         |                         |                         |                         |                         |                         |
| Razem          | 9/21                    | 71                      | 40                      | 13                      | 18                      | 193                     | 70                      | +123                    |